# William Leyborne Leyborne

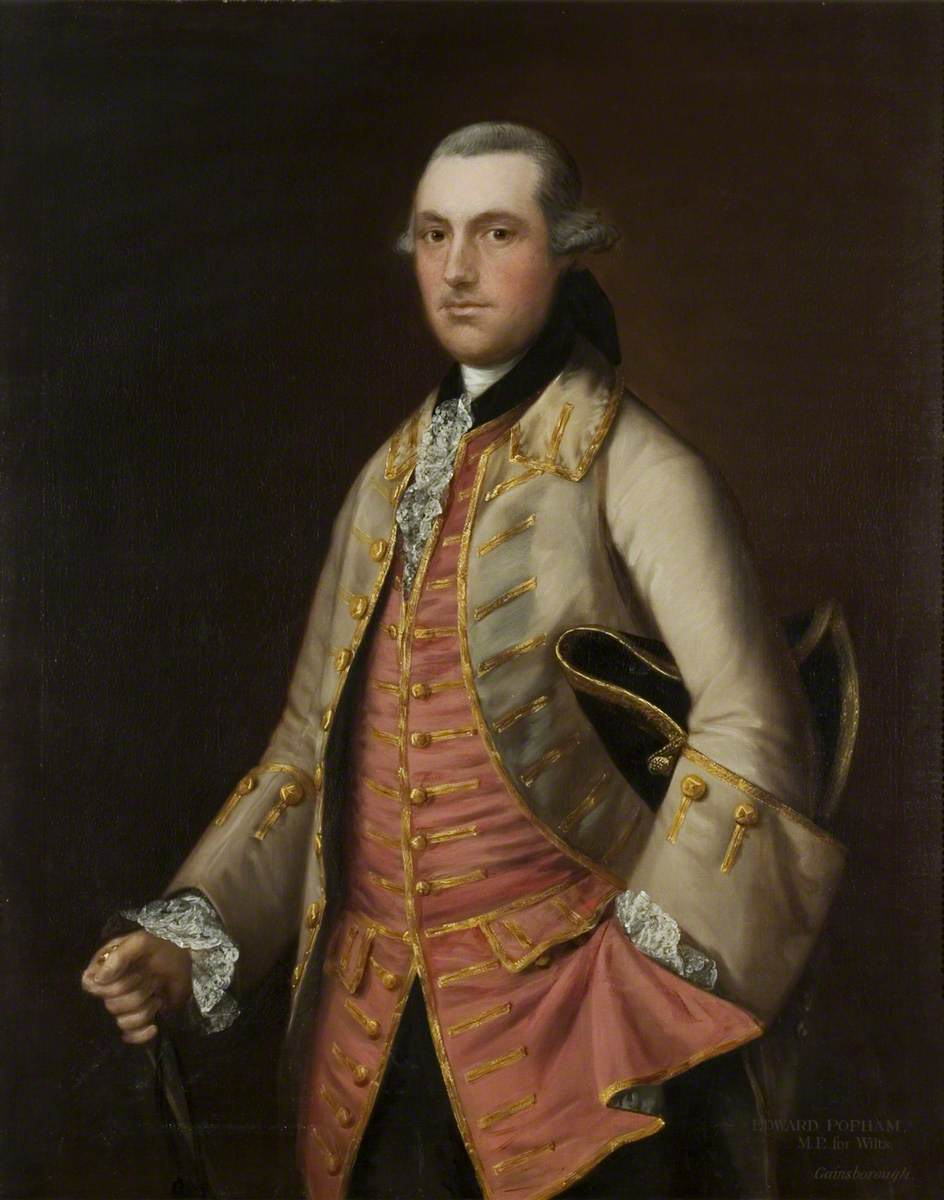
William Leyborne Leyborne

William Leyborne Leyborne (geborener Taylor, * um 1744; † 16. April 1775) war ein britischer Kolonial-Administrator. Er war Gouverneur der Windward Islands von 1771 bis 1775.

## Leben
William Leyborne Taylor war der Sohn des Edward Taylor aus dessen Ehe mit Ann Leyborne, Tochter des Anthony Leyborne.
William änderte später seinen Familiennamen von „Taylor“ zu „Leyborne“. Am 19. Mai 1763 heiratete er Ann Popham, die Tochter des Unterhausabgeordneten Edward Popham, Gutsherr von Littlecote in Wiltshire.
Als sein Schwager Francis Popham, der Erbe von Edward 1779 kinderlos starb, wurden die Ländereien zunächst an seine Witwe Dorothy Popham (geb. Hutton) vererbt und bei ihrem Tod 1797, weiter an einen anderen Francis Popham (1757–1804), einen unehelichen Sohn („reputed son“) von Francis Popham of Littlecote. Als dieser 1804 verstarb, wurde William Leyborne Leybornes ältester Sohn Edward William Leyborne Erbe des Anwesens in Littlecote und ergänzte dazu seinen Familiennamen zu „Leyborne-Popham“. Edward William Leyborne-Popham (1764–1843) von Littlecote war Brigadier-General der British Army und später High Sheriff von Wiltshire.

## Karriere
William Leyborne Leyborne war im Dienst der British Army zum Brigadier-General aufgestiegen, als er am 2. März 1771 durch König George III. zum Captain-General und Governor-in-Chief of his Majesty’s Islands Grenada, den Grenadinen, St. Vincent und Tobago ernannt wurde. Er übernahm das Amt von Robert Melvill.
Als Gouverneur von Grenada erhielt er eine Unkostenerstattung (granted expenses) vom 1. November 1771 bis 16. April 1775.
Erst zehn Jahre zuvor hatten die Briten die Kontrolle über die Grenadinen (südlich von St. Vincent) errungen und sie der Jurisdiktion von Grenada unterstellt, als plündernde Freibeuter begannen eine ständige Bedrohung darzustellen und den neuen Obergouverneur (Governor-in-Chief) dazu zwangen, in London dagegen zu protestieren. St. Vincent sollte einen separaten Gouverneur haben; der Gentleman Planter Valentine Morris wurde dazu ernannt. Auch die Plantagenbesitzer von Dominica drängten auf eine separate Regierung, weil die Entfernung von Grenada ihren wirtschaftlichen Fortschritt behinderte.
Dies war eine Zeit, in der sich die Windward Islands mitten in der britischen Abwesenheitspolitik (absenteeism) befanden, in der alle sich entwickelnden Rechtsorgane aus Menschen ohne große Ländereien auf den Inseln bestanden, während die Gemeinschaft vor Ort aus einer großen französischen katholischen Gruppe bestand, welche selbst große Ländereien besaß, und obwohl sie freiwillig ein Treuegesuch (petition of allegiance) an den König unterzeichnet hatten, von den britischen Bewohnern als fraglich in Bezug auf ihre Loyalität angesehen wurden. Die Aufgabe, geeignete Personen für ein beratendes Gremium zu finden, wurde zu einem unlösbaren Problem für Gouverneur Leyborne.
Kurz danach und nur vier Jahre bevor die Franzosen Grenada zurückeroberten, starb Leyborne am 16. April 1775 in St. Vincent mit nur 39 Jahren und Sir William Young, der Gouverneur von Tobago, wurde als Gouverneur ernannt.
Auf dem Friedhof der St. George’s Cathedral in Kingstown gab es lange ein Denkmal zum Andenken an seine Excellency William Leyborne.